# The Noid
The Noid é um personagem publicitário da Domino's Pizza criado na década de 1980. Vestido com um 
macacão vermelho e com orelhas de coelho, com um N preto inscrito em um círculo branco no peito, Noid era uma manifestação física de todos os desafios inerentes à entrega de uma pizza em 30 minutos ou menos. Embora persistente, seus esforços foram repetidamente frustrados.

## História
Noid foi criado em 1986 pelo Group 243, a agência de publicidade de registro da Domino's Pizza.  O Group 243 contratou a Will Vinton Studios para esboçar Noid e animar os comerciais. O design do personagem Noid foi escolhido por Christopher Baker e Brian Baker, filhos de Scott Baker, a partir de uma coleção de protótipos. Os comerciais que apresentavam o personagem usavam o slogan "Evite o Noid". Os efeitos vocais do Noid foram fornecidos por Pons Maar. A maioria dos comerciais com o Noid foram narrados por Andre Stojka.
Em 1988, uma série de desenhos animados de sábado de manhã chamada The Noids foi planejada pela CBS, mas a série foi descartada em meio a reclamações de que era apenas uma manobra publicitária e não um programa para crianças.
Como parte da campanha publicitária, um jogo de computador foi lançado em 1989 chamado Avoid the Noid. O objetivo do jogo é entregar uma pizza dentro de um prazo de meia hora em um prédio repleto de Noids. Em 1990, a Capcom lançou um videogame diferente, Yo! Noid, para o NES.

## Ataque em 1989
Em 30 de janeiro de 1989, Kenneth Lamar Noid, um deficiênte mental que achava que a campanha publicitária era um ataque pessoal a si mesmo, entrou em um restaurante da Domino's em Chamblee, Geórgia. Armado com uma Magnum .357, Noid manteve dois funcionários reféns por mais de cinco horas. Depois de dizer aos funcionários que o dono da Domino's, Tom Monaghan, havia roubado seu nome, ele os forçou a ligar para a sede da Domino's e exigir US$ 100.000 e uma limusine branca como transporte de fuga. Depois de oferecer a troca de um refém por uma cópia de The Widow's Son, Noid renegou sua oferta quando um policial lhe trouxe o livro. Noid acabou ficando com fome e forçou os funcionários a fazer duas pizzas especiais para ele. Enquanto Noid comia as pizzas com a arma no colo, os reféns escaparam. Noid se rendeu à polícia logo depois. Dois tiros foram disparados por Noid durante o incidente, e depois o chefe de polícia Reed Miller disse aos repórteres: "Ele é paranóico... [ele] é muito irracional. Ele é muito difícil de conversar." Noid foi acusado de sequestro, agressão, extorsão e posse de arma de fogo durante um crime. Ele foi considerado inocente por motivo de insanidade. Noid passou um tempo em tratamento, mas cometeu suicídio em 23 de fevereiro de 1995. Este incidente foi insinuado por ter causado a Domino's Pizza descontinuar a publicidade usando o Noid como seu mascote, embora isso tenha sido rejeitado pela empresa e pelos anunciantes.

## Retorno de Noid
A Domino's trouxe o Noid de volta para uma tiragem limitada de 1.000 camisetas em dezembro de 2009. Em 4 de maio de 2011, o Noid foi trazido de volta como uma figura promocional pela Domino's para ser usado em uma campanha em sua página no Facebook, e fez uma breve aparição como um bicho de pelúcia no final de um comercial de maio de 2011. O 25º aniversário do mascote Noid foi marcado com o videogame The Noid's Super Pizza Shootout, uma homenagem a Avoid the Noid.
Em junho de 2016, a Spooky Pinball LLC anunciou o lançamento de sua nova máquina de pinball, Domino's Spectacular Pinball Adventure, com destaque para o personagem Noid.
Em agosto de 2017, uma sequência feita por fãs de Yo! Noid, chamada Yo! Noid 2: Enter the Void, foi criado para um game jam.
Noid também pode ser visto brevemente no fundo de um anúncio da Domino's de 2017.
Noid voltou à televisão em abril de 2021. O personagem apareceu pela primeira vez em uma série de breves anúncios em mídias sociais, nos quais o rosto do Noid pode ser visto em um flash. A Domino's confirmou oficialmente o retorno de The Noid no final do mês e ele foi posteriormente incluído no jogo para celular Crash Bandicoot: On the Run! como parte de uma promoção tie-in para o restaurante.

## Na cultura popular
Noid tem sido referido na cultura popular, incluindo dois episódios de Family Guy (uma briga com o prefeito Adam West no episódio "Deep Throats" e vomitando em um banheiro enquanto Bill Cosby segura suas orelhas no episódio "Peter's Sister"), em dois episódios de 30 Rock, em um segmento de Michael Jackson: Moonwalker e em dois episódios de Os Simpsons, uma vez como um balão de desfile do Dia de Ação de Graças no episódio "Homer vs. Dignity" e o outro pessoalmente no episódio "She of Little Faith". Noid é referido no 19º episódio da 2ª temporada de The Goldbergs (definido na década de 1980), quando Barry consegue um emprego de entregador de pizzas e é informado sobre o quão importante é "evitar o Noid". Ele é tão ruim em seu trabalho que o chefe eventualmente acusa Barry de ser o Noid. Noid pode ser visto em um guardanapo no filme Teenage Mutant Ninja Turtles de 1990. Na 3ª temporada, episódio 12 do seriado da NBC 30 Rock, intitulado "Larry King" (2009), uma fita de vídeo que data de 1987 tem o personagem dizendo: "Evite o noid". Uma nova versão de The Noid foi criada no videogame Dark Souls.